# Rod McKenzie
Pour les articles homonymes, voir McKenzie.

a Compétitions nationales et continentales officielles uniquement.

b Matchs officiels uniquement.
Dernière mise à jour le 19 décembre 2018.
 Roderick McCulloch McKenzie, né le 16 septembre 1909 à Rakaia (Nouvelle-Zélande) et décédé le 24 mars 2000, est un joueur de rugby à XV qui a joué avec l'équipe de Nouvelle-Zélande. Il évoluait principalement au poste de troisième ligne aile (1,83 m pour  95 kg).  

## Carrière
Il a disputé son premier test match avec l'équipe de Nouvelle-Zélande  le 11 août 1934 contre l'Australie. Son dernier test match fut contre cette même équipe, le 13 août 1938. Il fut une fois capitaine de l'équipe de Nouvelle-Zélande en 1938.  

## Palmarès
- Nombre de test matchs avec les Blacks :  9
- Nombre total de matchs avec les Blacks :  35  (1 fois comme capitaine)